# Bernardo José Bueno Miele
Bernardo José Bueno Miele (* 10. September 1923 in São Bernardo do Campo, Bundesstaat São Paulo, Brasilien; † 22. Dezember 1981) war ein brasilianischer Geistlicher und römisch-katholischer Erzbischof von Ribeirão Preto.

## Leben
Bernardo José Bueno Miele empfing am 8. Dezember 1950 das Sakrament der Priesterweihe.
Am 22. November 1962 ernannte ihn Papst Johannes XXIII. zum Titularbischof von Bararus und zum Weihbischof in Campinas. Der Erzbischof von Campinas, Paulo de Tarso Campos, spendete ihm am 10. Februar des folgenden Jahres die Bischofsweihe. Mitkonsekratoren waren der Koadjutorerzbischof von São Paulo, Antônio Maria Alves de Siqueira OFM, und der Erzbischof von Ribeirão Preto, Agnelo Rossi.
Er nahm an der zweiten, dritten und vierten Sitzungsperiode des Zweiten Vatikanischen Konzils als Konzilsvater teil.
Papst Paul VI. ernannte ihn am 25. Januar 1967 zum Titularerzbischof pro hac vice von Uppenna und zum Koadjutorerzbischof von Ribeirão Preto.
Mit dem Tod Félix César da Cunha Vasconcellos’ OFM am 12. Juli 1972 folgte er diesem als Erzbischof von Ribeirão Preto nach.